# Serie A 1960/1961
Soutěžní ročník Serie A 1960/1961 byl 59. ročník nejvyšší italské fotbalové ligy a 29. ročník pod názvem Serie A. Konal se od 25. září 1960 do 18. června 1961 a skončila vítězstvím Juventusu, který obhájil titul z minulé sezony a získal tak již dvanáctý titul.
Nejlepším střelcem se stal italský fotbalista Sergio Brighenti (Sampdoria), který vstřelil v sezoně 27 branek.

## Události

### Před sezonou
Poprvé byla představena trofej pro vítěze ligy.
Obhájci titulu z Juventusu se do nové sezony posílili o Burgnicha (Udinese) a Moru (Sampdoria), kteří vystřídali Colomba (Atalanta), Montica (Bari), Muccinelliho (Como) a Garzenu (Vicenza). Jejich největší soupeř z (Milána) měl nového trenéra Todeschiniho. Ten nechal vyměnit Schiaffina i Fontanu (Řím) za  Davida. Odešli i střelci Bean (Janov), Danova (Turín) a také Grillo (Boca Juniors). Naopak přišel největší talent italského fotbalu Rivera (Alessandria), který stál 65 milionů lir + hráči Giancarlo Migliavacca a Sergio Bettini. Přišel i Barison (Janov) a Vernazza (Palermo). Také městský rival Inter angažovalo nového trenéra. Přišel Helenio Herrera a začalo tak osmileté úspěšné období. První své zápasy odehráli mladíci Facchetti a Mazzola a přišel brankář Buffon (Janov). Z klubu odešel Venturi (Brescia).
Další změny byli: 
Francisco Lojacono (Fiorentina → Řím), Giampaolo Menichelli (Parma → Řím), Dino da Costa (Řím → Fiorentina), Armando Segato (Fiorentina → Udinese), Giuseppe Virgili (Turín → Bari), Guido Gratton (Fiorentina → Neapol), Gino Pivatelli (Boloňa → Neapol), Luís Vinício (Neapol → Boloňa), Marino Perani (Padova → Boloňa), Marino Perani (Padova → Sampdoria).

### Během sezony
Nerazzurri začalo dobře, v prvních čtyřech utkání vstřelilo 18 branek. Vedli tabulku před Juventusem a Římem. Když však prohrál v Padově, byli to právě Římané, kdo se dostal do vedení a udrželo se do 11 kola. Mezitím Juventus zažíval úpadek, kdy na Nový rok 1961 klesl na 6. místo. Od 13 kola se do vedení vrátil Inter a stal zimním mistrem s 26 body s náskokem 3 bodů na Rossoneri.
Bianconeri začali druhou polovinu sezony dobře, vyhráli pět zápasů v řadě a přiblížili se Interu. Dne 12. března Juventus prohrál v Miláně proti Rossoneri, ale Inter toho nedokázal využít a prohrál s nováčkem Leccem. Byl to první ze čtyř po sobě jdoucích proher. Nerazzurri doma porazila i Padova, pak padla v derby a nakonec utrpěla proti Sampdorii. Juventus poskočil do vedení a Milán obsadil druhé místo.
Dlouho očekávaný zápas Juventus-Inter se hrál 16. dubna. Zápas byl přerušen kvůli invazi fanoušků, kteří vstoupili na stadion bez lístků. Nerazzurri utkání vyhrálo 0:2, jenže Juventus podal odvolání, které se rozhodlo až 3. června, v předvečer posledního kola, přičemž oba kluby měli stejný počet bodů (46). Federální odvolací komise (CAF), nařídila opakování utkání a udělilo Juventusu pokutu. Opakovaný zápas se měl odehrát 10. června.
V tu chvíli se mezi oběma týmy vytvořil dvoubodový odstup, ale domácí remíza 1:1 proti Bari stačila Juventusu k potvrzení pozice italského mistra, protože Inter ve stejném kole nečekaně prohrál v Catanii (2:0). Dne 10. června se konal opakovaný zápas Juventus-Inter a skončil debaklem Interu 9:1. Prezident Nerazzurri Angelo Moratti totiž nařídil trenéru Herrerovi, aby postavil tým z juniorů na protest proti rozhodnutí opakovat zápas. V utkání vstřelil 6 branek Omar Sívori a za Inter skóroval z penalty osmnáctiletý Sandro Mazzola, syn Valentina. Inter skončil ligu na 3. místě se 44 body, o bod více měl druhý Milán.
V sestupovém pásmu se ocitlo poprvé v klubové historii Lazio, které nakonec sestoupilo jako první. Druhým sestupujícím bylo Neapol, které prohrálo poslední čtyři zápasy a po 11 letech sestoupilo. O třetím sestupujícím se muselo rozhodnout v mini turnaji mezi Leccem, Udinesem a Barim. Horší výsledky mělo Bari a tak se po třech letech vrátilo do Serie B.

## Účastníci
| Klub              | Město     | Stadion                   | Trenér | Nejlepší střelec                                       |
| ----------------- | --------- | ------------------------- | --- | ------------------------------------------------------ |
| Atalanta          | Bergamo   | Stadio Comunale           | Ferruccio Valcareggi                                                                                               | Angelo Longoni, Enrico Nova (8)                        |
| Bari              | Bari      | Stadio della Vittoria     | Francesco Capocasale (1.–7. kolo) Onofrio Fusco (8. kolo) Luis Carniglia                                           | Biagio Catalano, Giuseppe Virgili (6)                  |
| Boloňa            | Boloňa    | Stadio Comunale           | Federico Allasio                                                                                                   | Luís Vinício (11)                                      |
| Catania           | Catania   | Stadio Cibali             | Carmelo Di Bella                                                                                                   | Adelmo Prenna (11)                                     |
| Fiorentina        | Florencie | Stadio Comunale           | Lajos Czeizler (1.–5. kolo) Nándor Hidegkuti + Lajos Czeizler (6.–16. kolo) Nándor Hidegkuti + Giuseppe Chiappella | Kurt Hamrin (14)                                       |
| Inter             | Milán     | Stadio San Siro           | Helenio Herrera | Eddie Firmani (16)                                     |
| Juventus          | Turín     | Stadio Comunale di Torino | Carlo Parola + Renato Cesarini (1.–12. kolo) Carlo Parola (13.–15. kolo) Carlo Parola + Gunnar Gren                | Omar Sívori (25)                                       |
| Lanerossi Vicenza | Vicenza   | Stadio Romeo Menti        | Roberto Lerici | Oliviero Conti (11)                                    |
| Lazio             | Řím       | Stadio Olimpico           | Fulvio Bernardini (1.–9. kolo) Enrique Flamini (10.–14. kolo) Enrique Flamini + Jesse Carver                       | Orlando Rozzoni (11)                                   |
| Lecco             | Lecco     | Stadio Rigamonti          | Angelo Piccioli | Rodolfo Bonacchi, Glauco Gilardoni, Clemente Gotti (6) |
| Milán             | Milán     | Stadio San Siro           | Paolo Todeschini + Giuseppe Viani                                                                                  | José Altafini (22)                                     |
| Neapol            | Neapol    | Stadio San Paolo          | Amedeo Amadei (1.–15. kolo) Amedeo Amadei + Renato Cesarini (16.–32. kolo) Attila Sallustro                        | Beniamino Di Giacomo (6)                               |
| Padova            | Padova    | Stadio Silvio Appiani     | Nereo Rocco | Aurelio Milani (18)                                    |
| Řím               | Řím       | Stadio Olimpico           | Alfredo Foni | Pedro Manfredini (20)                                  |
| Sampdoria         | Janov     | Stadio Luigi Ferraris     | Eraldo Monzeglio                                                                                                   | Sergio Brighenti (27)                                  |
| SPAL              | Ferrara   | Stadio Comunale           | Luigi Ferrero | Oscar Massei (13)                                      |
| Turín             | Turín     | Stadio Filadelfia         | Benjamín Santos | Carlo Crippa (9)                                       |
| Udinese           | Udine     | Stadio Moretti            | Giuseppe Bigogno (1.–8. kolo) Luigi Bonizzoni                                                                      | Lorenzo Bettini (14)                                   |

## Tabulka
| Poř. | Tým               | Z  | V  | R  | P  | VG | OG | B  |
| ---- | ----------------- | -- | -- | -- | -- | -- | -- | -- |
| 1.   | Juventus          | 34 | 22 | 5  | 7  | 80 | 42 | 49 |
| 2.   | Milán             | 34 | 18 | 9  | 7  | 65 | 39 | 45 |
| 3.   | Inter             | 34 | 18 | 8  | 8  | 73 | 39 | 44 |
| 4.   | Sampdoria         | 34 | 17 | 7  | 10 | 54 | 51 | 41 |
| 5.   | Řím               | 34 | 16 | 7  | 11 | 58 | 46 | 39 |
| 6.   | Padova            | 34 | 16 | 6  | 12 | 47 | 40 | 38 |
| 7.   | Fiorentina        | 34 | 13 | 11 | 10 | 46 | 34 | 37 |
| 8.   | Catania           | 34 | 15 | 6  | 13 | 45 | 44 | 36 |
| 9.   | Boloňa            | 34 | 10 | 11 | 13 | 44 | 51 | 31 |
| 10.  | Atalanta          | 34 | 9  | 13 | 12 | 35 | 41 | 31 |
| 11.  | Lanerossi Vicenza | 34 | 10 | 11 | 13 | 35 | 46 | 31 |
| 12.  | Turín             | 34 | 9  | 12 | 13 | 34 | 41 | 30 |
| 13.  | SPAL              | 34 | 10 | 10 | 14 | 39 | 50 | 30 |
| 14.  | Lecco             | 34 | 10 | 9  | 15 | 33 | 49 | 29 |
| 15.  | Udinese           | 34 | 9  | 11 | 14 | 39 | 53 | 29 |
| 16.  | Bari              | 34 | 9  | 11 | 14 | 27 | 38 | 29 |
| 17.  | Neapol            | 34 | 7  | 11 | 16 | 30 | 47 | 25 |
| 18.  | Lazio             | 34 | 5  | 8  | 21 | 30 | 63 | 18 |

Poznámky
- Z = Odehrané zápasy; V = Vítězství; R = Remízy; P = Prohry; VG = Vstřelené góly; OG = Obdržené góly; B = Body
- za výhru 2 body, za remízu 1 bod, za prohru 0 bodů.
- při rovnosti bodů rozhodovalo skóre
- kluby Lecco, Udinese a Bari odehráli mezi sebou miniturnaj o setrvání v lize.

|  | Mistr ligy a přímý postup do poháru PMEZ 1961/62 |
|  | Přímý postup do poháru PVP 1961/62               |
|  | Přímý postup do VP 1961/62                       |
|  | Sestup do Serie B                                |

## Statistiky

### Výsledková tabulka
|            | Atalanta | Bari | Boloňa | Catania | Fiorentina | Inter | Juventus | L. Vicenza | Lazio | Lecco | Milán | Neapol | Padova | Řím | SPAL | Sampdoria | Turín | Udinese |
| ---------- | -------- | ---- | ------ | ------- | ---------- | ----- | -------- | ---------- | ----- | ----- | ----- | ------ | ------ | --- | ---- | --------- | ----- | ------- |
| Atalanta   | –        | 2:0  | 1:1    | 1:0     | 4:1        | 1:5   | 2:2      | 1:0        | 0:0   | 3:0   | 2:0   | 1:1    | 1:0    | 0:0 | 1:1  | 0:3       | 1:1   | 1:1     |
| Bari       | 2:2      | –    | 1:3    | 0:1     | 0:0        | 1:1   | 0:1      | 1:1        | 0:0   | 4:1   | 0:0   | 1:0    | 1:0    | 0:3 | 2:0  | 1:0       | 1:0   | 2:1     |
| Boloňa     | 3:1      | 0:0  | –      | 1:2     | 3:3        | 2:1   | 2:4      | 1:1        | 1:1   | 0:0   | 0:2   | 0:2    | 2:1    | 2:0 | 3:1  | 4:4       | 3:1   | 1:1     |
| Catania    | 3:1      | 3:1  | 1:0    | –       | 1:1        | 2:0   | 1:2      | 4:0        | 0:1   | 2:0   | 4:3   | 1:0    | 2:0    | 1:1 | 1:1  | 3:0       | 0:0   | 3:0     |
| Fiorentina | 0:1      | 4:0  | 3:1    | 2:0     | –          | 1:1   | 3:0      | 0:1        | 4:0   | 4:0   | 2:0   | 0:0    | 2:0    | 0:1 | 0:3  | 1:0       | 1:1   | 3:0     |
| Inter      | 2:1      | 2:1  | 0:0    | 5:0     | 2:2        | –     | 3:1      | 5:0        | 7:0   | 1:1   | 1:0   | 3:0    | 1:2    | 3:1 | 4:1  | 3:0       | 1:1   | 1:0     |
| Juventus   | 3:2      | 1:1  | 3:0    | 4:1     | 3:0        | 9:1   | –        | 2:0        | 3:1   | 4:2   | 3:4   | 2:2    | 2:1    | 3:0 | 1:0  | 3:2       | 1:0   | 5:1     |
| L. Vicenza | 1:0      | 4:1  | 2:2    | 1:0     | 0:0        | 1:3   | 0:1      | –          | 0:0   | 1:0   | 1:0   | 2:3    | 2:1    | 4:0 | 1:0  | 1:1       | 1:1   | 2:2     |
| Lazio      | 1:2      | 0:1  | 1:3    | 2:2     | 1:2        | 0:0   | 1:4      | 1:1        | –     | 0:1   | 0:1   | 1:1    | 1:2    | 0:4 | 4:0  | 0:1       | 1:0   | 0:1     |
| Lecco      | 1:0      | 0:0  | 2:0    | 2:2     | 0:2        | 2:1   | 2:2      | 0:1        | 2:1   | –     | 2:2   | 1:0    | 2:1    | 0:0 | 2:0  | 1:1       | 2:1   | 3:1     |
| Milán      | 0:0      | 1:3  | 5:1    | 3:0     | 4:1        | 2:1   | 3:1      | 0:0        | 5:1   | 1:1   | –     | 2:1    | 3:0    | 2:1 | 4:0  | 3:1       | 2:0   | 3:1     |
| Neapol     | 0:0      | 1:0  | 1:2    | 0:1     | 1:0        | 0:0   | 0:4      | 0:0        | 2:5   | 3:1   | 1:2   | –      | 1:2    | 3:2 | 0:2  | 1:0       | 1:1   | 2:2     |
| Padova     | 3:0      | 1:1  | 2:1    | 2:1     | 0:0        | 2:1   | 1:0      | 2:1        | 2:1   | 3:1   | 4:1   | 2:0    | –      | 0:0 | 1:1  | 3:0       | 5:1   | 1:0     |
| Řím        | 0:0      | 1:0  | 1:0    | 4:1     | 1:3        | 0:2   | 2:1      | 6:3        | 1:2   | 1:0   | 2:2   | 2:0    | 3:1    | –   | 2:1  | 3:2       | 2:1   | 6:1     |
| SPAL       | 2:1      | 1:0  | 0:1    | 2:0     | 2:0        | 1:3   | 1:2      | 2:1        | 3:2   | 1:0   | 1:2   | 3:2    | 1:1    | 2:2 | –    | 2:2       | 0:0   | 1:1     |
| Sampdoria  | 1:0      | 1:0  | 2:1    | 2:0     | 3:1        | 4:2   | 3:2      | 3:1        | 1:0   | 1:0   | 2:2   | 0:0    | 3:0    | 3:2 | 1:1  | –         | 2:1   | 3:2     |
| Turín      | 1:1      | 2:1  | 1:0    | 2:1     | 0:0        | 0:1   | 0:0      | 2:0        | 4:1   | 3:1   | 1:1   | 1:0    | 0:0    | 1:3 | 3:2  | 0:1       | –     | 3:1     |
| Udinese    | 2:1      | 0:0  | 0:0    | 0:1     | 0:0        | 0:6   | 0:1      | 1:0        | 2:0   | 2:0   | 0:0   | 1:1    | 3:1    | 2:1 | 0:0  | 7:1       | 3:0   | –       |

### O setrvání v lize

#### Tabulka
| Poř. | Tým     | Z | V | R | P | VG | OG | B |
| ---- | ------- | - | - | - | - | -- | -- | - |
| 1.   | Lecco   | 2 | 1 | 1 | 0 | 7  | 5  | 3 |
| 2.   | Udinese | 2 | 0 | 2 | 0 | 3  | 3  | 2 |
| 3.   | Bari    | 2 | 0 | 1 | 1 | 2  | 4  | 1 |

Poznámky
- Z = Odehrané zápasy; V = Vítězství; R = Remízy; P = Prohry; VG = Vstřelené góly; OG = Obdržené góly; B = Body
- za výhru 2 body, za remízu 1 bod, za prohru 0 bodů.

|  | Sestup do Serie B |

#### Výsledky
| 11. červen 1961 | Bari | 2 – 4 | Lecco | Boloňa |  |  |
|                 |      |       |       |        |  |  |
|                 |      |       |       |        |  |  |

| 14. červen 1961 | Udinese | 0 – 0 | Bari | Boloňa |  |  |
|                 |         |       |      |        |  |  |
|                 |         |       |      |        |  |  |

| 18. červen 1961 | Lecco | 3 – 3 | Udinese | Boloňa |  |  |
|                 |       |       |         |        |  |  |
|                 |       |       |         |        |  |  |

### Střelecká listina
| Pořadí | Jméno             | Klub       | Branky |
| ------ | ----------------- | ---------- | ------ |
| 1.     | Sergio Brighenti  | Sampdoria  | 27     |
| 2.     | Omar Sívori       | Juventus   | 28     |
| 3.     | José Altafini     | Milán      | 22     |
| 4.     | Pedro Manfredini  | Řím        | 20     |
| 5.     | Aurelio Milani    | Padova     | 18     |
| 6.     | Eddie Firmani     | Inter      | 16     |
| 7.     | John Charles      | Juventus   | 16     |
| 8.     | Lorenzo Bettini   | Udinese    | 14     |
| 8.     | Kurt Hamrin       | Fiorentina | 14     |
| 8.     | Santiago Vernazza | Milán      | 14     |

## Vítěz
| Serie A Vítěz pro rok 1960/61 |
| ----------------------------- |
| Juventus FC                   |
|                               |